# Zampa
Pour les articles homonymes, voir Zampa (homonymie).
Zampa ou La Fiancée de marbre est un opéra comique composé par Ferdinand Hérold. 
Cet opéra a été créé le 3 mai 1831, à l'Opéra-Comique de Paris. Le livret en 3 actes est de Mélesville. Zampa, un pirate, séduit les jeunes filles de manière cavalière. Le bandit sera pris à son propre jeu en tombant amoureux de Camille... 
L'ouverture de Zampa est la pièce la plus connue.

## Les sources
L'œuvre se rattache à une triple tradition : 
- l'immoralité du héros qui va jusqu'au défi du divin rattache l'opéra au Don Juan de Molière aussi bien qu'à l'opéra de Mozart, mais à l'encontre de Molière et Mozart, ce n'est pas le père de la jeune fille déshonorée, mais la jeune fille elle-même qui est l'instrument de la vengeance divine.
- le brigand d'honneur ou héros le place dans la suite des Brigands de Schiller ou du Corsaire de Byron[3]. Le thème du brigand à l'opéra avait déjà été traité par Auber dans Fra Diavolo
- la statue qui prend vie fait penser au mythe de Pygmalion et qu'évoque bien le sous-titre La Fiancée de marbre.

## Les personnages
- Zampa, le corsaire gentilhomme - ténor[4]
- Camille, fiancée d'Alphonse - soprano
- Alphonse de Monza, fiancé de Camille et frère de Zampa - ténor
- Alice Manfredi, la statue de marbre - soprano
- Daniel, ténor
- Dandolo et Ritta, couple bouffe - ténor et mezzo-soprano

## L'intrigue
L'intrigue se passe en Sicile au XVIe siècle.
Zampa, amoureux de Camille, l'oblige à renoncer à Alphonse en menaçant de tuer son père qu'il détient en otage. Zampa découvre au fond de la pièce une statue de marbre qui ressemble à Alice, morte de douleur après qu'il l'a séduite et abandonnée. Il est troublé, mais cyniquement, il passe son anneau au doigt de la statue la déclarant sa fiancée jusqu'au lendemain. La main de la statue se referme sur l'anneau.
Alphonse apprend à Camille que Zampa est son frère (ce que ce dernier ignore) et qu'il ne peut se résoudre à le tuer. Il se décide toutefois à s'enfuir avec elle. Au moment où Zampa s'élance à leur poursuite, la statue d'Alice le saisit et l'entraîne dans l'abîme.

## L'accueil
Herold a fait preuve d'une réelle inspiration mélodique et l'accueil fut considérable avec une série de 56 représentations dès la première année. L'opéra  fut rapidement repris dans les principales salles européennes et américaines. À l'inverse, Hector Berlioz trouve que l'œuvre est une pâle imitation du Don Giovanni de Mozart.
Il est possible que l'œuvre ait inspiré  à Prosper Mérimée sa nouvelle La Vénus d'Ille, parue en 1835[réf. nécessaire].